# Moggessa di Quà

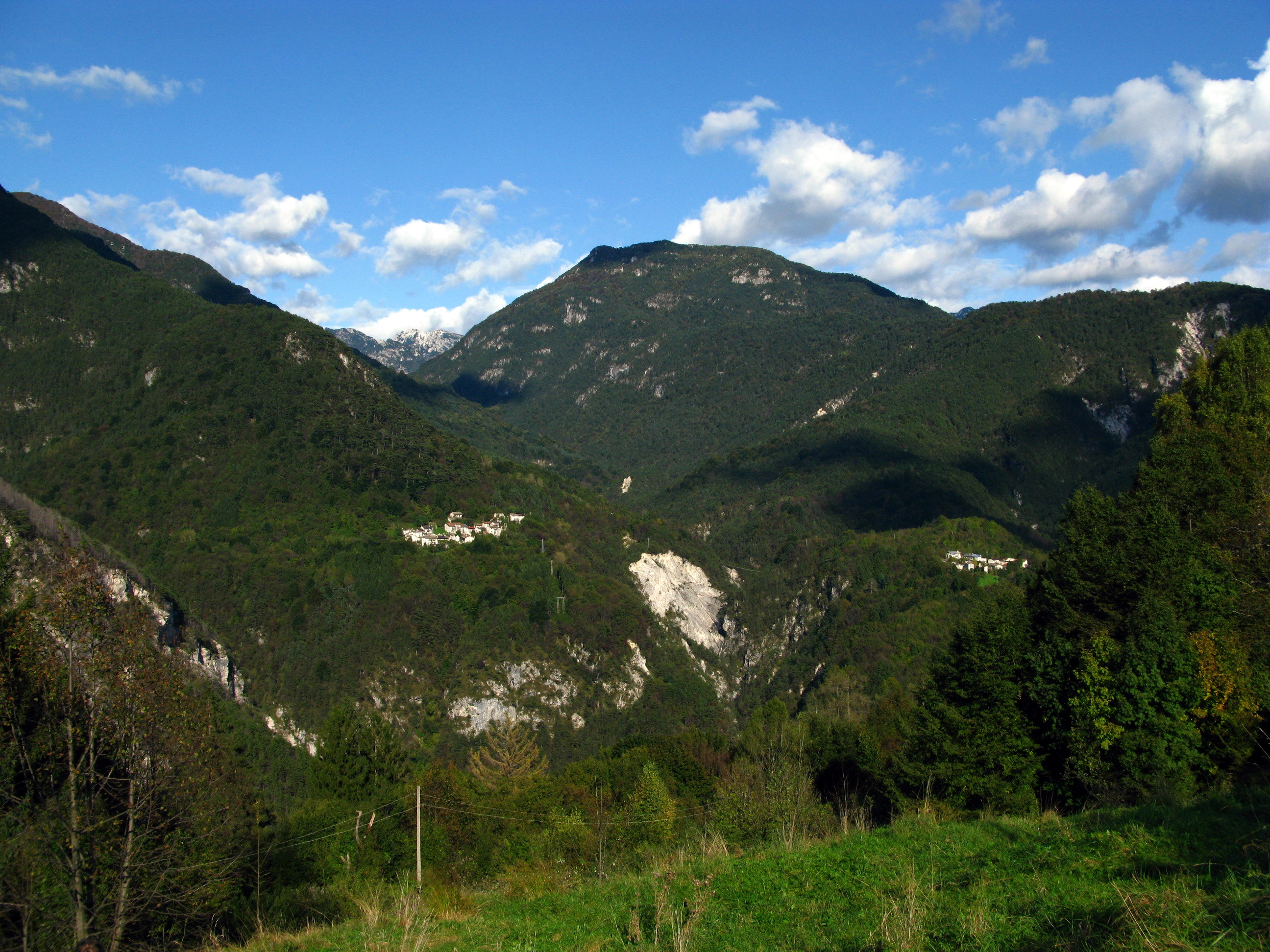
Moggessa di Quà (rechts) und Moggessa di Là von Stavoli aus

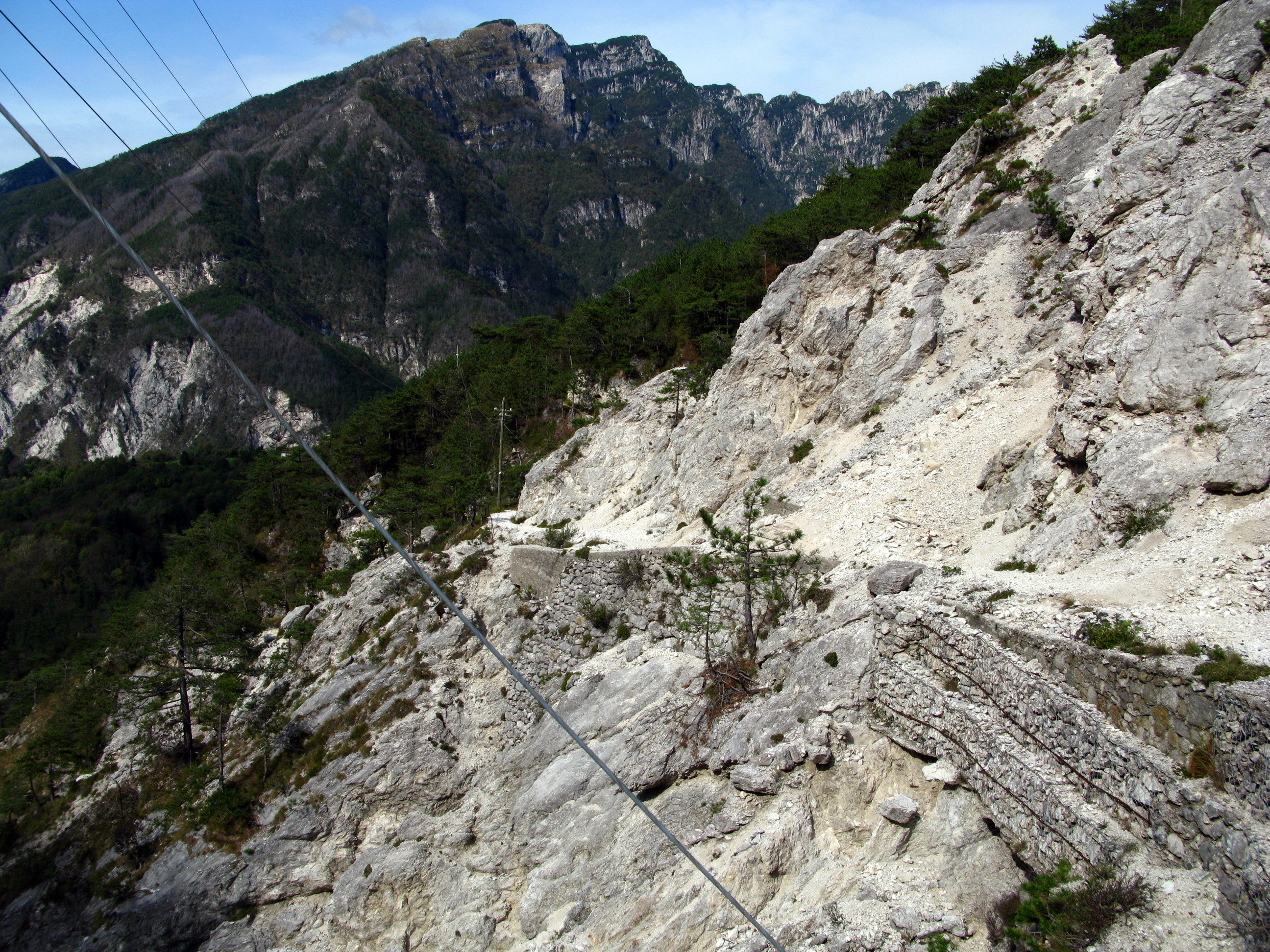
Weg nach Moggessa

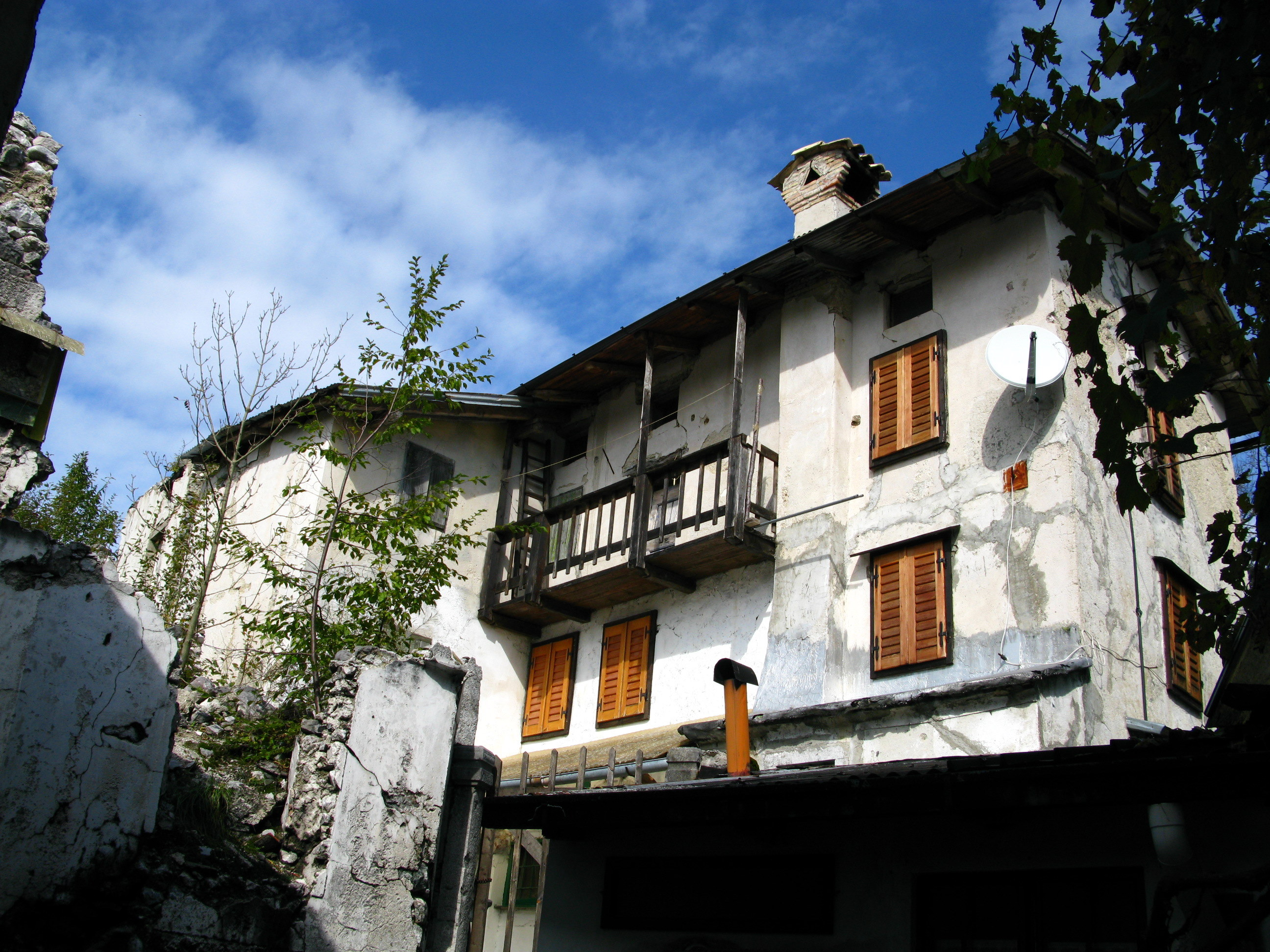
Nebeneinander von restaurierten und verfallenen Häusern

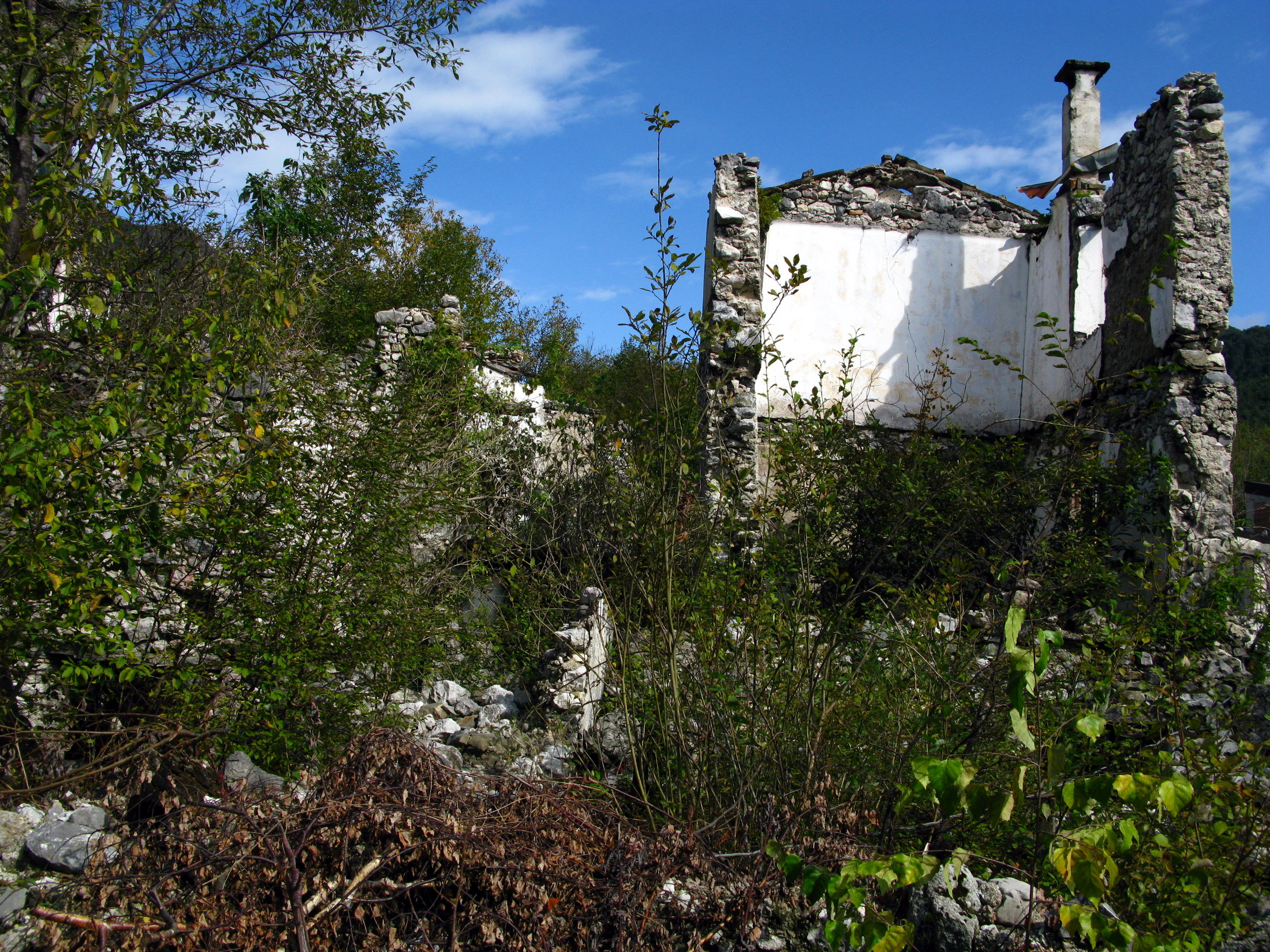
Ruinen

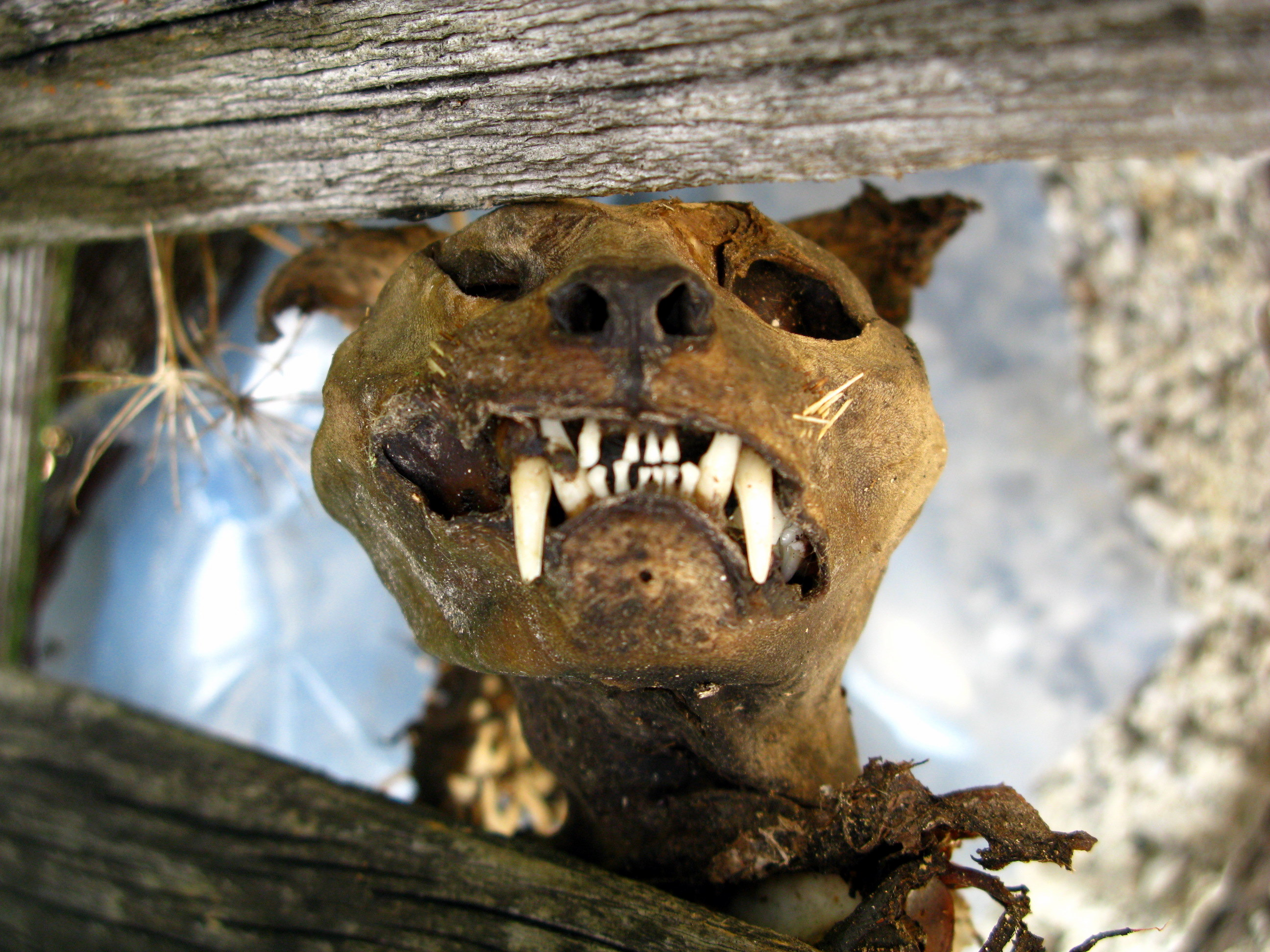
Mumifizierte Katze

Moggessa di Quà ist ein verlassenes, halbverfallenes, norditalienisches Bauerndorf ohne Zufahrtsstraße in den Karnischen Alpen rund drei Kilometer nordwestlich von Moggio Udinese in der Region Friaul-Julisch Venetien. Moggessa di Quà ist einer von zwei Ortsteilen Moggessas. Der andere, Moggessa di Là, in dem die Kirche steht, liegt auf der gegenüberliegenden Seite einer Schlucht noch weiter in den Bergen und hat ebenfalls keine Straßenanbindung. Moggessa di Quà kann nach einem eineinhalbstündigen Fußmarsch von Moggio Udinese, das an der Autobahn A23 liegt, erreicht werden.
Geschichtlich gesehen ist Moggessa di Quà, furlan Muiesse di ca, auf Deutsch etwa „Klein-Mossach diesseits“, eine mittelalterliche Gründung des Klosters San Gallo in Moggio, ebenso wie Stavoli, ein weiteres Bergdorf in der Nachbarschaft. Trotz der Höhenlage von 510 m Seehöhe gilt das Gebiet als für den Gemüseanbau sehr gut geeignet. Der von Gräben und Rinnen durchzogene Talkessel am Fuße des Monte Palevierte (1785 m ü. A.) zeichnet sich durch ein mildes Binnenklima aus.
Da es keine Zufahrtsstraßen gibt, ist das alte System der Maultierpfade noch immer in Gebrauch. Ein stark ansteigender teilweise gepflasterter Weg führt von Moggio di Sopra aus entlang des Rio di Palis-Baches von Moggio Udinese über einen Sattel, hinter dem das Fellatal zurückbleibt, in eine von Schluchten, Gebirgsbächen und Bergwäldern, meist mit Schwarzkiefern geprägten Teil der Carnia. Am Wegesrand findet man eine Kapelle sowie Kreuze, die an die früheren Prozessionen der römisch-katholischen Bevölkerung erinnern. Die Wege sind immer wieder von moosbewachsenen Trockenmauern gesäumt. Anders als im rumänischen Bergdorf Obcina, auch ohne Zufahrtsstraße, sieht man hier ein über Jahrhunderte gepflegtes Wegenetz, bevor man das für die Gegend typische Dorf erreicht.
Besonders reizvoll sind die engen Gässchen von Moggessa di Quà, in denen sich die Bauernhäuser auf engem Raum konzentrieren. Intakte Häuser bzw. verfallene Gebäude liegen sehr eng beieinander. Dazwischen verlaufen oft nur einige Meter breite Gässchen. Die schon merklich zugewachsenen Felder liegen ober- und unterhalb des Ortes. Anfang des 20. Jahrhunderts lebten noch 200 Bewohner weitgehend autark als Selbstversorger in Moggessa di Quà. Gegenwärtig bleibt über den Winter nur mehr eine einzige Bewohnerin in den Bergen. In Moggessa finden sich viele Beispiele ländlicher, auf das Wesentliche reduzierter Architektur, die charakteristisch für dieses arme Berggegend war. Die Häuser, durchwegs aus Stein, sind relativ hoch, sie haben bis zu vier Geschosse. Wirtschaftsgebäude und Wohnhaus bilden fast immer eine Einheit. In der Mitte des Dorfes gibt es einen gemeinsamen Brunnen. Viele der kleinen Holzbalkone auf der Südseite sind schon verfallen. Typisch sind auch die außen angebauten Kamine für die Fogolâre, die offenen Herde im Friaul. Anders als sonst in den Bergen sind die Dächer wegen des milden Klimas relativ flach.
Durch Wasser- und Stromanschlüsse wurde das besonders im Winter sehr einsame Leben in den Bergen etwas erleichtert. Seit dem Erdbeben von 1976 besteht das Dorf überwiegend aus Ruinen, die nach und nach von Gestrüpp überwuchert werden. Notquartiere in Containern waren nicht möglich. Die Jungen haben nach dem Erdbeben das Dorf verlassen. Es gab keine Arbeit und ein Wiederaufbau wäre in den meisten Fällen zu teuer gewesen. Ein tägliches Auspendeln nimmt aufgrund der Entfernung heute niemand mehr in Kauf. Einige der verfallenen Häuser werden von den Nachfahren der einst weggezogenen Bewohner wieder restauriert und in den Ferien bewohnt.
Von Moggessa di Quà kommt man nach der Durchquerung einer tiefen Schlucht nach einer halben Stunde Wegzeit nach Moggessa di Là, dem Teil von Moggessa, in dem sich die Kirche befindet. In der Schlucht des Molin-Baches (Mühlbachs) sind noch die letzten Reste der Mühle zu sehen, die bis 1962 in Betrieb war und vom Erdbeben fast vollständig zerstört wurde. Der Verbindungsweg zwischen den Dörfern ist, anders als nach Moggio hinunter, weniger steil und in einem besseren Zustand, sodass man zwischen den beiden Dörfern auch via Geländemotorrad verkehren kann, wie es einige Bewohner tun. Nach weiteren eineinhalb Stunden Wegzeit erreicht man das dritte Dorf ohne Zufahrtsstraße, Stavoli.
Die sechsstündige Rundwanderung über alte Kulturwege durch die drei karnischen Dörfer ohne Zufahrtsstraße, Moggessa di Quà, Moggessa di Là und Stavoli, die die Abtei von Moggio als Ausgangs- und Endpunkt hat, gilt als eine der „schönsten und außergewöhnlichsten Tageswanderungen“ in Friaul.